# Anschlagserie in Amman 2005
Bei der Anschlagserie in Amman am 9. November 2005 wurden in der jordanischen Hauptstadt Amman Bombenanschläge in drei Hotels verübt. Bei diesen Anschlägen wurden 60 Menschen getötet bzw. tödlich verletzt und 115 weitere Personen verletzt. Die Verletzten wurden von Rettungskräften und der Feuerwehr vor Ort versorgt und in Krankenhäuser transportiert.
Betroffen waren die Hotels:
- Grand Hyatt Hotel
- Radisson SAS Hotel
- Days Inn.

Die Täter stammten aus der Organisation al-Qaida im Irak unter Führung von Abū Musʿab az-Zarqāwī. Die Attentäterin Sadschida al-Rischawi wurde 2015 hingerichtet.